# Balbagathis discuspis
Balbagathis discuspis är en tvåvingeart som beskrevs av Quate och Brown 2004. Balbagathis discuspis ingår i släktet Balbagathis och familjen fjärilsmyggor.
Artens utbredningsområde är Costa Rica. Inga underarter finns listade i Catalogue of Life.